# Maniola cypricola
Maniola cypricola (лат.) — бабочка из семейства бархатниц.

## Описание
Основной фон верхней стороны крыльев одноцветный тёмно-коричневый. Ближе к верхних крыльев у самца имеется весьма слабовыраженная перевязь оранжевого цвета. У самок оранжевая перевязь развита значительно больше, переходит на верхнюю половину задних крыльев. Усики у обоих полов с постепенно утолщающейся булавой. В основании передних крыльев вздутыми являются две жилки. Копулятивный аппарат самцов отличается наличием жюльеновского органа — модифицированного VIII тергита брюшка с модифицированными чешуйками на заднем крае.

## Ареал и места обитания
Эндемик острова Кипр. Вид широко распространён по всему острову от равнин до горной системы Троодос. Бабочки населяют открытые биотопы с травяным покровом, поляны, луга и т.п. Местами является массовым видом.

## Биология
Время лёта бабочек длится с начала апреля по октябрь. Кормовыми растениями гусениц являются злаки.